# Goetheteich (Darmstadt)
Der Goetheteich ist ein kleines künstliches Stillgewässer in Darmstadt, Hessen.

## Geographie
Der Goetheteich befindet sich am Ostrand von Darmstadt, zwischen Darmstadt-Ost und Mühltal, am Fuße des Herrgottsbergs. 
Der Teich ist ca. 60 m lang und ca. 40 m breit.
Durch den Goetheteich fließt der Herrgottsbergbach.
In unmittelbarer Nähe des Teiches steht das Naturdenkmal „Delpbuche“.

## Geschichte und Etymologie
Der Goetheteich wurde in den 1970er-Jahren – auf Initiative des damaligen Oberbürgermeisters von Darmstadt Heinz Winfried Sabais – angelegt. Benannt wurde der Teich nach dem Dichter Johann Wolfgang von Goethe.

## Varia
Ein Rundweg am Ufer erschließt das Gewässer.
Der Goetheteich zählt zu den Stationen des „Waldkunstpfades“.
Im Teich und am Nordwestufer wurden und werden Kunstwerke präsentiert.

## Bildergalerie

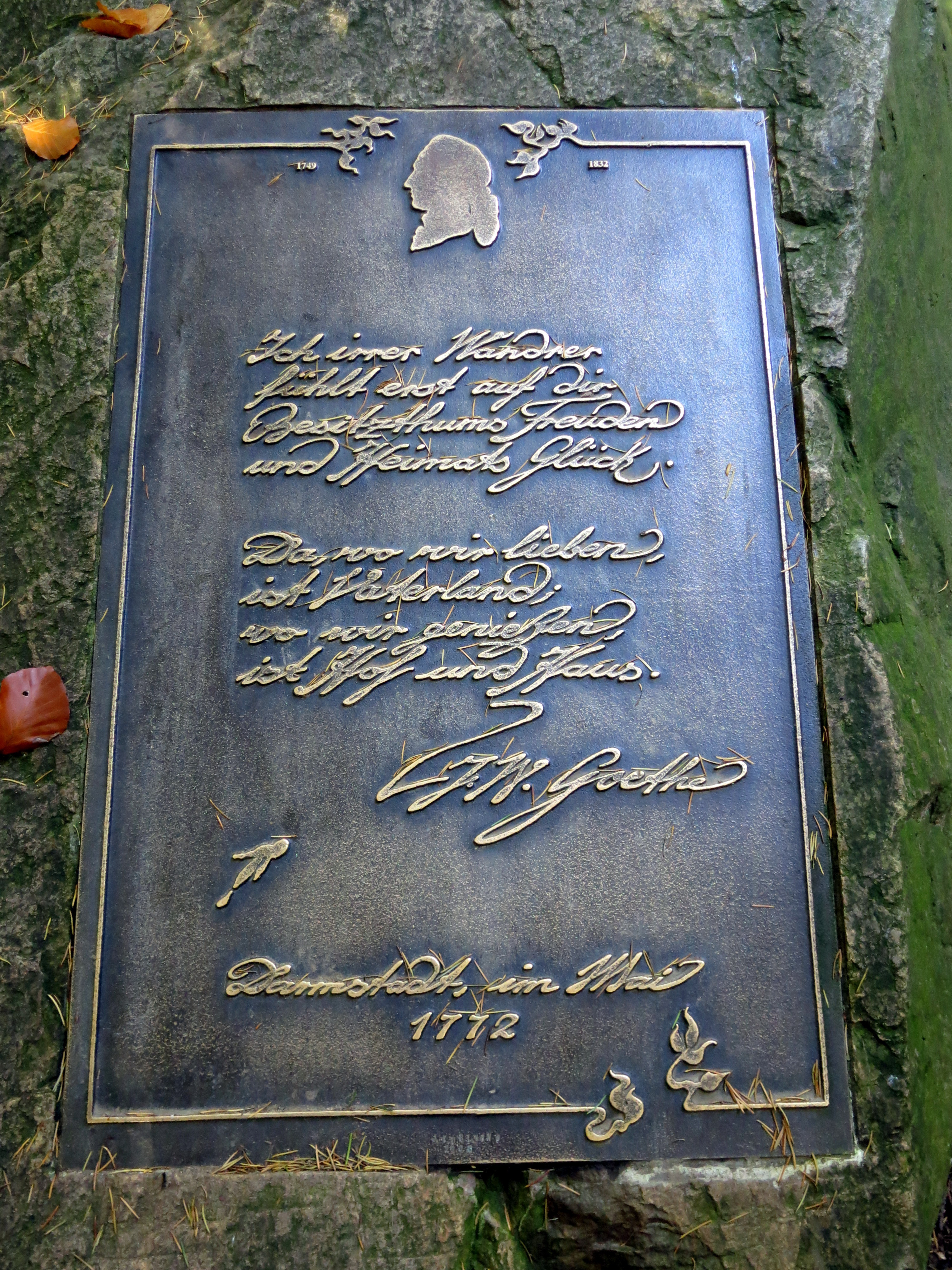
Inschrift des Goethefelsen am Goetheteich (Darmstadt) (2013)
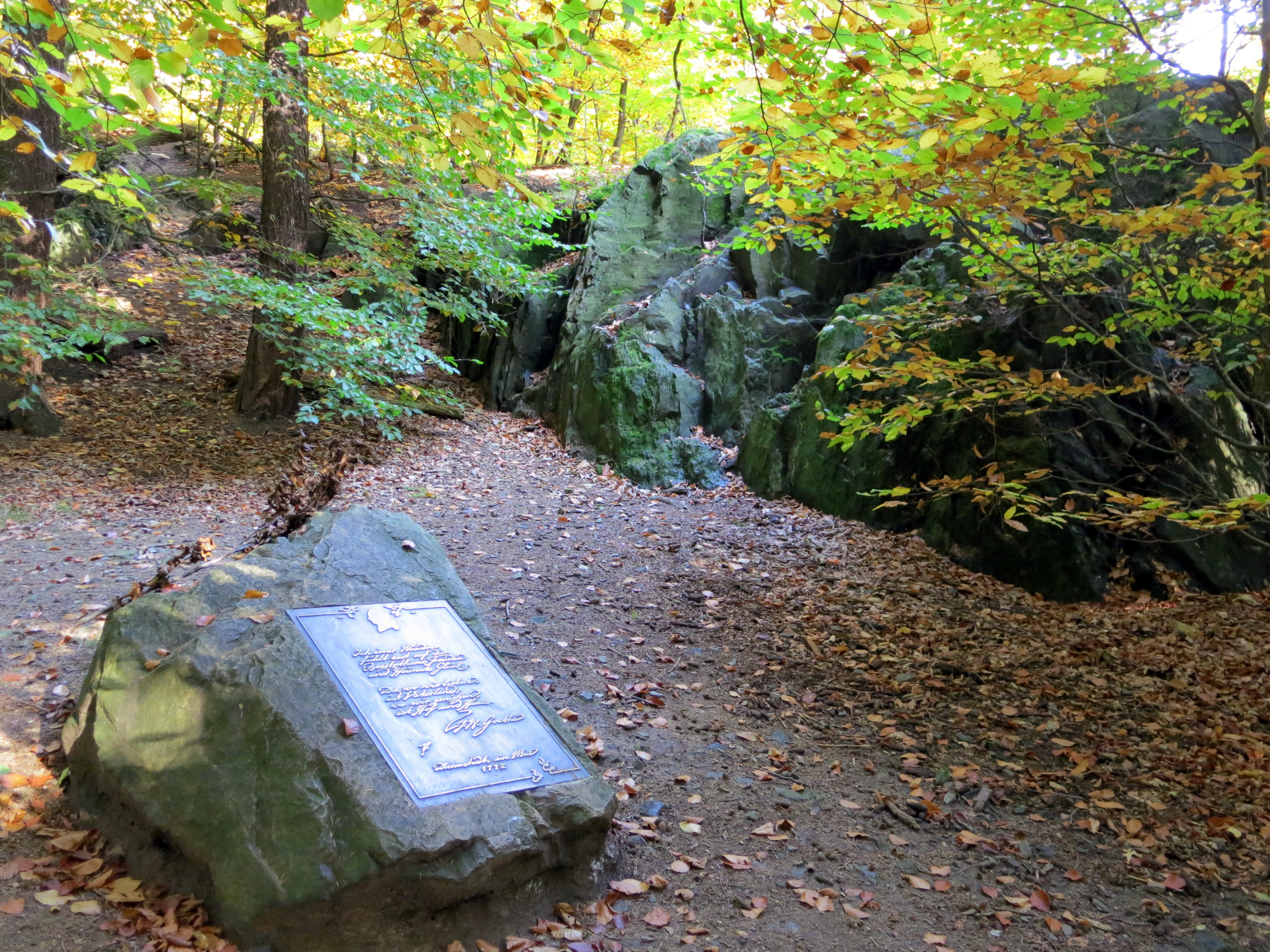
Der Goethefelsen am Goetheteich (Darmstadt) (2013)